# أبو عمر سراقب
أبو عمر سراقب هو القائد العام لجيش الفتح، الذي يعد أقوى تجمع يقاتل النظام السوري، في الشمال السوري المحرر، كما يعد من ضمن القيادات، التي كانت بارزة في جبهة فتح الشام،بالإضافة لكونه العقل المدبر لأشرس الهجمات على قوات النظام السوري وأبرز عمليات تحرير إدلب وفك الحصار عن حلب.

## نبذة عنه
أبو عمر سراقب وذكرت بعض المواقع أن اسمه الحقيقي «أسامة نمورة». «قاد معارك سيطرة الفصائل الجهادية والإسلامية على محافظة إدلب في 2015 كما أنه أحد القيادات الجهادية المعروفة في العراق». وفق المرصد السوري لحقوق الإنسان
كما قاد العديد من الهجمات مع مجموعات من الجيش السوري الحر وكان ضمن مجموعة الزرقاوي في العراق حيث اعتقل في 2003 قبل أن يفر من السجن. أسس جبهة النصرة في القلمون في ريف دمشق الغربي الذي تحول بعدها إلى اسمها جبهة فتح الشام وتولى ما أطلقت عليه «الجبهة» «إمارة إدلب».

## من هو تحالف جيش الفتح
تحالف جيش الفتح هو عبارة عن فصائل جهادية وإسلامية، تسيطر على كامل محافظة إدلب (شمال غرب) وتخوض حاليا معارك عنيفة مع قوات النظام في ريف حلب الجنوبي
ويعد «جيش الفتح» التحالف الأبرز ضد النظام السوري، يضم فصائل إسلامية، أهمها حركة «أحرار الشام» و«فيلق الشام»، مع فصائل جهادية على رأسها «جبهة فتح الشام» (جبهة النصرة سابقا قبل فك ارتباطها بتنظيم القاعدة) والتي يقودها أبو محمد الجولاني.
ويسيطر تحالف «جيش الفتح» على كامل محافظة إدلب باستثناء بلدتين محاصرتين. وقد مني بخسارة خلال الأيام الماضية في حلب إثر استعادة قوات النظام وبعد أكثر من شهر من المعارك كافة المناطق التي خسرتها أمام هذا التحالف. وفرضت حصارا على الأحياء الشرقية في مدينة حلب.

## وفاته
توفي في محافظة حلب عن غارة أمريكية على غرفة عمليات لجيش الفتح إذا يجدر بانه كان يخطط لفك الحصار مره آخر عن حلب بعد ما كان قاد معركة فك الحصار عن حلب لكن ارجع الحصار بعد غارات روسية سورية مكثفة